# Primera División de Chile 1967
El Campeonato Nacional de Fútbol de la Primera División de 1967 fue el torneo disputado en la 35ª temporada de la máxima categoría del fútbol profesional chileno, con la participación de 18 equipos.
El torneo se jugó en dos rondas con un sistema de todos-contra-todos.
El campeón fue Universidad de Chile que logró su sexto campeonato.

## Tabla Final
| Pos | Equipo               | PJ | PG | PE | PP | GF | GC | Dif | Pts |
| --- | -------------------- | -- | -- | -- | -- | -- | -- | --- | --- |
| 1   | Universidad de Chile | 34 | 25 | 6  | 3  | 81 | 33 | 48  | 56  |
| 2   | Universidad Católica | 34 | 17 | 10 | 7  | 68 | 48 | 20  | 44  |
| 3   | Colo-Colo            | 34 | 16 | 9  | 9  | 74 | 51 | 23  | 41  |
| 4   | Unión Española       | 34 | 16 | 6  | 12 | 74 | 56 | 18  | 38  |
| 5   | Magallanes           | 34 | 12 | 14 | 8  | 55 | 45 | 10  | 38  |
| 6   | Huachipato           | 34 | 11 | 13 | 10 | 56 | 50 | 6   | 35  |
| 7   | Deportes La Serena   | 34 | 9  | 16 | 9  | 45 | 44 | 1   | 34  |
| 8   | Unión San Felipe     | 34 | 11 | 12 | 11 | 41 | 55 | -14 | 34  |
| 9   | Santiago Morning     | 34 | 12 | 9  | 13 | 55 | 58 | -3  | 33  |
| 10  | Audax Italiano       | 34 | 9  | 15 | 10 | 50 | 54 | -4  | 33  |
| 11  | O'Higgins            | 34 | 9  | 13 | 12 | 53 | 53 | 0   | 31  |
| 12  | Palestino            | 34 | 8  | 13 | 13 | 47 | 49 | -2  | 29  |
| 13  | Santiago Wanderers   | 34 | 7  | 15 | 12 | 37 | 45 | -8  | 29  |
| 14  | Everton              | 34 | 8  | 13 | 13 | 47 | 63 | -16 | 29  |
| 15  | Green Cross-Temuco   | 34 | 10 | 8  | 16 | 47 | 63 | -16 | 28  |
| 16  | Rangers              | 34 | 7  | 13 | 14 | 40 | 54 | -14 | 27  |
| 17  | Unión La Calera      | 34 | 9  | 9  | 16 | 44 | 72 | -28 | 27  |
| 18  | San Luis             | 34 | 7  | 12 | 15 | 29 | 50 | -21 | 26  |

PJ=Partidos jugados; PG=Partidos ganados; PE=Partidos empatados; PP=Partidos perdidos; GF=Goles a favor; GC=Goles en contra; Dif=Diferencia de gol; Pts=Puntos
|  | Campeón. Clasifica a Copa Libertadores 1968. |
|  | Clasifica a Copa Libertadores 1968.          |
|  | Desciende a Segunda División                 |

## Campeón
| Universidad de Chile           |
| Universidad de Chile 6º Título |

## Goleadores
| Jugador              | Jugador                 | Goles | Equipo               |
| -------------------- | ----------------------- | ----- | -------------------- |
| Bandera de Paraguay  | Eladio Zárate           | 28    | Unión Española       |
| Bandera de Chile     | Carlos Reinoso          | 24    | Audax Italiano       |
| Bandera de Chile     | Osvaldo Castro          | 22    | Unión La Calera      |
| Bandera de Chile     | Pedro Araya             | 21    | Universidad de Chile |
| Bandera de Chile     | Víctor Zelada           | 18    | Colo-Colo            |
| Bandera de Chile     | Carlos Campos           | 18    | Universidad de Chile |
| Bandera de Brasil    | Elson Beyruth           | 17    | Colo-Colo            |
| Bandera de Chile     | Honorino Landa          | 15    | Green Cross          |
| Bandera de Chile     | Ricardo Diaz            | 14    | Santiago Morning     |
| Bandera de Argentina | Roberto Saporiti        | 13    | Santiago Morning     |
| Bandera de Chile     | Pedro García            | 13    | Unión Española       |
| Bandera de Chile     | Luis Aracena            | 12    | Deportes La Serena   |
| Bandera de Chile     | Roberto Rojas           | 11    | Everton              |
| Bandera de Argentina | Felipe Bracamonte       | 11    | Magallanes           |
| Bandera de Chile     | Héctor Acevedo          | 11    | Magallanes           |
| Bandera de Chile     | Ruben Fernandez         | 11    | O'Higgins            |
| Bandera de Perú      | Gerardo Delgado         | 11    | Unión La Calera      |
| Bandera de Argentina | Elvio Porcel de Peralta | 11    | Rangers              |
| Bandera de Chile     | Guillermo Yavar         | 11    | Universidad de Chile |
| Bandera de Chile     | Alberto Fouilloux       | 11    | Universidad Católica |
| Bandera de Chile     | Luis Córdova            | 11    | Santiago Wanderers   |